# Chabuata nictitans
Chabuata nictitans là một loài bướm đêm trong họ Noctuidae.